# Íþróttabandalag Vestmannaeyja (piłka nożna kobiet)
Íþróttabandalag Vestmannaeyja – kobieca sekcja piłki nożnej islandzkiego klubu sportowego Íþróttabandalag Vestmannaeyja, mający siedzibę w mieście Vestmannaeyjar, na południu kraju, występujący w latach 1995–2005, 2011–2023 w rozgrywkach Besta deild. 

## Historia
Chronologia nazw:
- 1987: Íþróttabandalag Vestmannaeyja

Kobieca drużyna piłkarska Íþróttabandalag Vestmannaeyja została założona w Vestmannaeyjar na początku 1987 roku jako sekcja klubu sportowego Íþróttabandalag Vestmannaeyja. W sezonie 1987 drużyna startowała w rozgrywkach 2. deild (D2), zajmując ostatnie czwarte miejsce w grupie A. Ale w następnym sezonie wycofała się z rozgrywek ogólnokrajowych. Dopiero po 7 latach, w 1994 ponownie zespół startował w 2. deild, wygrywając najpierw grupę A, a potem po zajęciu drugiego miejsca w turnieju finałowym zdobył awans do Úrvalsdeild. W 2003 i 2004 został wicemistrzem kraju, a w 2005 zajął trzecie miejsce. Jednak w 2006 roku klub wycofał się z zawodów, a w 2007 grał tylko w rozgrywkach pucharowych. W 2008 klub wrócił do rozgrywek ogólnokrajowych, startując w rozgrywkach 1. deild (D2). W pierwszym sezonie zajął trzecią pozycję w grupie B, ale już w następnym wygrał grupę B, ale po wygraniu ćwierćfinału przegrał w półfinale. Dopiero w sezonie 2010 po wygraniu grupy B pokonał 4:0 i 4:1 w półfinale Keflavík, a w finale zwyciężył 3:1 z Þróttur i otrzymał promocję do Úrvalsdeild. W 2023 zespół znów spadł do 1. deild.
Dwukrotnie drużyna zdobyła puchar swego kraju.

## Barwy klubowe, strój, herb, hymn
|  |  |

Klub ma barwy biało-czarne. Piłkarki domowe spotkania zazwyczaj grają w białych koszulkach, białych spodenkach oraz białych getrach.

## Sukcesy

### Trofea międzynarodowe
Do chwili obecnej klub jeszcze nigdy nie zakwalifikował się do rozgrywek europejskich.

### Trofea krajowe
| \| \| Zdobyte trofea w rozgrywkach Islandii (stan na: 31-12-2023) \| |                                                             |      |                         |
| Rozgrywki                                                            | Osiągnięcie                                                 | Razy | Sezon(y)                |
| Mistrzostwo                                                          | I miejsce                                                   | 0    |                         |
| Mistrzostwo                                                          | II miejsce                                                  | 3    | 2003, 2004, 2012        |
| Mistrzostwo                                                          | III miejsce                                                 | 4    | 2001, 2005, 2011, 2013  |
| Puchar                                                               | zdobywca                                                    | 2    | 2004, 2017              |
| Puchar                                                               | finalista                                                   | 2    | 2003, 2016              |
| Superpuchar                                                          | zdobywca                                                    | 0    |                         |
| Superpuchar                                                          | finalista                                                   | 2    | 2005, 2018              |
| Puchar Ligi                                                          | zdobywca                                                    | 2    | 2004, 2016              |
| Puchar Ligi                                                          | finalista                                                   | 2    |                         |
| II liga                                                              | I miejsce                                                   | 1    | 2010                    |
| II liga                                                              | II miejsce                                                  | 1    | 1994                    |
| II liga                                                              | III miejsce                                                 | 2    | 2008 (A), 2009 (1/2 f.) |
| Islandia                                                             | Zdobyte trofea w rozgrywkach Islandii (stan na: 31-12-2023) |      |                         |

## Poszczególne sezony

### Rozgrywki międzynarodowe

#### Europejskie puchary
Klub nie uczestniczył w rozgrywkach europejskich.

### Rozgrywki krajowe
| \| Islandia \| Bilans występów klubu w rozgrywkach piłkarskich Islandii (Stan na 31 grudnia 2023 r.) \| \| |                                                                                       |        |       |   |   |   |    |    |     |                          |        |        |      |
| Poziom | Rozgrywki                                                                             | Sezony | Mecze | Z | R | P | B+ | B– | Pkt | Lata                     | Awanse | Spadki | Naj. |
| I | 1. deild / Úrvalsdeild / Besta deild                                                  | 24     |       |   |   |   |    |    |     | 1995–2005, 2011–2023     | 0      | 2      | 2    |
| II | 2. deild / 1. deild                                                                   | 5      |       |   |   |   |    |    |     | 1987, 1994, 2008–2010    | 2      | 1      | 1    |
| III | 2. deild                                                                              | 0      |       |   |   |   |    |    |     |                          |        |        |      |
| | Puchar Islandii                                                                       | 30     |       |   |   |   |    |    |     | 1987, 1994–2005, od 2007 | 0      | 0      | 1    |
| | Puchar Ligi Islandzkiej                                                               | 23     |       |   |   |   |    |    |     | od 1996                  | 0      | 0      | 1    |
| | Superpuchar Islandii                                                                  | 2      |       |   |   |   |    |    |     | 2005, 2018               | 0      | 0      | 2    |
| Islandia                                                                                                   | Bilans występów klubu w rozgrywkach piłkarskich Islandii (Stan na 31 grudnia 2023 r.) |        |       |   |   |   |    |    |     |                          |        |        |      |

## Piłkarki, trenerzy, prezydenci i właściciele klubu

### Trenerzy
...
- 1993:  Sveinn Sveinsson
- 1994–1995:  Mirosław Mojsiuszko
- 1996–1998:  Sigurlás Þorleifsson
- 1999–2001:  Heimir Hallgrímsson
- 2002:  Elísabet Gunnarsdóttir
- 2002:  Michelle Barr
- 2003–2004:  Heimir Hallgrímsson

...
- 2007–2014:  Jón Ólafur Daníelsson
- 2015–2018:  Ian Jeffs
- 2018–2019:  Jón Óli Daníelsson
- 2020:  Andri Ólafsson
- 2021:  Ian Jeffs
- 2022:  Jonathan Glenn
- 2023:  Todor Hristow
- od 2024:  Jón Óli Daníelsson

## Struktura klubu

### Stadion
Drużyna rozgrywa swoje mecze domowe w Vestmannaeyjar na stadionie Hásteinsvöllur, który może pomieścić 2.300 widzów (534 siedzących).

## Kibice i rywalizacja z innymi klubami

### Derby
- Selfoss